# Jim Crow (lettertype)
Jim Crow is een lettertype, waarvan de eigenlijke ontwerper onbekend is, en is gecreëerd rond 1890 voor de lettergieterij Dickinson Type Foundry.
Het werd vaak toegepast in politieke decoratieve communicatiemiddelen.
Geen bekende lettergieterij of -uitgeverij heeft de digitale versie, en het lettertype wordt vandaag de dag nog weinig gebruikt.